# DSZ–P1–Ju
A DSZ–P1–Ju (oroszul: ДС–П1–Ю) a DSZ műholdsorozat keretében a Juzsnoje tervezőirodában kifejlesztett szovjet radarcél-műhold. GRAU-kódja 11F618.

## Története
A Juzsnoje tervezőirodában (OKB–586) a Moszkva környékére telepítendő A35 rakétaelhárító rendszer kialakításának gyakorlati fázisával egy időben, 1961-ben kezdődött el egy olyan műholdas rendszer kifejlesztése, amely alkalmas a rakétaelhárító rendszer radarberendezéseinek tesztelésére. 1962-ben indították Koszmosz–6 jelzéssel az első ilyen műholdat, a DSZ sorozat részeként készített DSZ–P1 típusú műhold első példányát. Még további két DSZ–P1 műholdat indítottak, melyek a ballisztikusrakéta-felderítő rádiólokátorok fejlesztése során tesztelési célokat szolgáltak. 
A DSZ–P1 alapján a tervezőiroda főkonstruktőrének helyettese, Vjacseszlav Kovtunenko irányításával készítették el a szovjet ballisztikusrakéta-előrejelző távolfelderítő rádiólokátorok pontosságának ellenőrzésére, beállítására és kalibrálására szolgáló DSZ–P1–Ju műholdat. Az első tesztindításra a rakétavédelmi rendszer 1964-es indulásával egyidőben, július 30-án került sor Koszmosz–36 jelzéssel. Ezt később további tesztindítások követték, majd a műholdak rendszeresítését követően rendszeresen indították ezeket a műholdakat, hogy egy ilyen célműhold folyamatosan Föld körüli pályán legyen a rendszer harckészültségének ellenőrzésére. A műholdak a Raduga rendszer részét képezték. 1968-tól a DSZ–P1–Ju műholdakat a Dnyesztr radarok ellenőrzésére használták.
Összesen 79 db DSZ–P1–Ju műholdat indítottak, ezzel ez a típus lett a DSZ műholdcsalád legnagyobb példányszámban készített tagja. Az indítások többségét Pleszeckből végezték, míg néhány indításra Kapusztyin Jarból került sor. A DSZ–P1–Ju műholdat egy alkalommal indították a Koszmosz–2 hordozórakéta 11K63 változatával, az összes többi esetben a 63SZ1 hordozórakétával történt az indítás. A 79 indításból hét volt sikertelen, 72 műhold állt Föld körüli pályára.
A műholdtípus utolsó indítására Koszmosz–850 jelzéssel 1976. augusztus 26-án került sor Pleszeckből. A DSZ–P1–Ju műholdakat az 1970-es évek elejétől fokozatosan váltották fel a szintén a Juzsnoje tervezőiroda által készített második generációs Tajfun célműholdak.

## Jellemzői
A kisméretű, 193 kg tömegű műhold gömbhöz közelítő poliéder alakú volt. A sík felületeken napelemeket helyeztek el. A poliéder testet radarvisszaverődést javító gömb alakú fémháló vette körül. A műholdhoz négy antenna csatlakozott.
A műhold fő rendszerei az energiaellátást szabályozó rendszer, a hőszabályozó rendszer, a fedélzeti irányítórendszer, valamint a fedélzeti rádióelektronikai rendszerek voltak. A fedélzeti elektronikai berendezések között megtalálható volt egy Majak típusú egyfrekvenciás rádióadó, egy PVM–1 és PVM–2 időzítő-programkapcsoló berendezés, egy BKRL–2D rádióparancsokat feldolgozó egység, egy Tral–P1 rádiótelemetriai rendszer, valamint a Rubin–1D rádiós pályaellenőrző rendszer. A műhold élettartama 60 nap volt.